# Jean Silvandre
Jean Chrysostome Antoine Silvandre, né le 27 janvier 1896 à Schoelcher (Martinique), mort le 4 février 1960 à Périers, est un homme politique français.

## Jeunesse et carrière administrative
Né en Martinique d’un père notaire et d’une mère institutrice, il obtient le baccalauréat au lycée Victor-Schœlcher à Fort-de-France. Il est dispensé de service militaire et n’est pas mobilisé lors de la Première Guerre mondiale pour malformation cardiaque. Il est nommé à l’administration de l’enregistrement en 1914, est muté à l’inspection des Domaines à Dakar en Afrique-Occidentale française (AOF) en 1916. Il sert en Guinée, au Dahomey, est responsable du séquestre des biens austro-allemands en 1919-1920, est muté en Haute-Volta, puis à Bamako en 1922. Parallèlement, il suit des cours de droit à la faculté de Paris et obtient une licence en 1925. Il s’installe comme notaire en 1937, après avoir quitté l’administration en 1934.

## Engagement politique
Il adhère à la SFIO en 1921, fonde des organisations socialistes en AOF, et adhère au parti socialiste sénégalais en 1936 (parti qui fusionne avec la SFIO sénégalaise en 1938)
En 1940, il milite pour le ralliement du Sénégal au général de Gaulle et est arrêté lors de l’affaire de Dakar. Il est emprisonné au camp de Louza, puis en résidence surveillée au Maroc. Le débarquement anglo-américain en Afrique du Nord lui permet de retourner à Dakar. Libéré, il s’engage dans les forces françaises libres.
Il est présent à Dakar le 1er décembre 1944 lorsque les tirailleurs sénégalais rapatriés sont massacrés par centaines au camp de Thiaroye et s’exprime publiquement pour condamner le massacre dès 1945. Il est le premier président de l’association France-URSS en 1945.
Il est élu au conseil municipal de Dakar en 1945 et nommé adjoint au maire Lamine Guèye. Il est battu aux élections à la première assemblée constituante en novembre 1945 et en juin 1946 pour les élections à la seconde. Il fonde avec Fily Dabo Sissoko, député des non-citoyens, le parti progressiste soudanais (PPS), pour l’émancipation des colonies et la libre-association avec la France. Il est élu député du Soudan français, sur la liste du PPS, avec les deux tiers des voix. Il est secrétaire de l’Assemblée en 1946, 1947 et 1948 et membre puis vice-président de la commission des territoires d’outre-mer.
Il est membre de la délégation du bureau international du travail en Inde en 1947. En 1948, il est nommé à la Haute Cour de justice.
Il sollicite le ministre de l’Outre-Mer Marius Moutet pour que les tirailleurs condamnés injustement après le massacre soient inclus dans la loi d’amnistie de 1947. Il fait partie des députés qui demandent la suspension des poursuites contre les députés malgaches en septembre 1948 (voir révolte de Madagascar) et démissionne provisoirement du groupe socialiste en solidarité.
Il est réélu en 1951, sa liste ayant remporté plus de 60 % des voix et trois sièges sur quatre,. Il est reconduit à la vice-présidence de la commission des outre-mers et revient à la commission de justice et de législation.
Il est membre suppléant à l’assemblée consultative du Conseil de l'Europe de 1951 à 1955, et continue de siéger à la Haute Cour de justice.

## Décorations
- chevalier de la Légion d'Honneur
- Croix de guerre 1939-1945 avec palmes
- Médaille de la Résistance
- Ordre du Bénin
- Ordre de l'Étoile de la Grande Comore